# Блюдники
Блю́дники — село, в Івано-Франківському районі Івано-франківської області, розташоване на лівому березі річки Лімниці до злиття її з Дністром, за 7 км від центру громади та залізничної станції Галич. Входить до складу Галицької міської громади.

## Географія
Населення — 1076 жителів.
Блюдники поділені на «райони»: Гірка, Олеша, Зарінок, Мочір, Саджівка.
У селі є середня школа, клуб, бібліотека, лікарня, аптека, філія зв'язку, 3 магазини та 2 кіоски.

## Історія
Поблизу села є кілька стародавніх курганів. У Блюдниках знайдено бронзові, а у Ганнівцях та Темирівцях — кам'яні знаряддя праці доби бронзи.
Перша письмова згадка про Блюдники належить до 24 листопада 1435 року, хоча історики вважають, що більшість галицьких сіл існували значно раніше — у XII столітті, під час розквіту Галича часів Ярослава Осмомисла.

### Походження
Вважають, що галицькі ремісники, які не хотіли сплачувати податок місту, поселилися поза його межами. Таким чином виникли села Блюдники (гончарі), Мединя (пасічники), Боднарів (ремісники, що виготовляли бодні).
Інша версія[джерело?] заснування села полягає в тому, що раніше вся територія села від Пукасівців до Темирівців була вкрита лісами, густими хащами. Тому люди з Темирівець (відомо, що село існувало вже при Ярославові Осмомислові, батькові Данила Романовича; існує легенда, що Ярослав мав в Темирівцях коханку, дочку лісника, яка була однорукою; Крилос (Старий Галич), як відомо знаходиться всього в 5-6 км від Темирівець) часто блукали в лісах, які були на території сучасного села, тому і назвали цю місцевість Блудники, яка потім з розселенням людей з Темирівець прийняла вже сучасну назву Блюдники.

### Середньовіччя
У податковому реєстрі 1515 року в селі документується 4 лани (близько 100 га) оброблюваної землі.
За участь населення у визвольній війні українського народу 1648—1654 pp. село зруйнували дощенту польські війська.
Блюдники були осідком (центром) Блюдницького деканату греко-католицької церкви, котрий об'єднував у 1701 р. 11 парафій.
За польських часів та часів Австро-Угорської Імперії село було досить розвинене. В селі була шляхта, яка заправляла діяльністю села. Польська влада намагалася латинізувати — досі частково зберігся костьол XVIII сторіччя (при в'їзді до села від Пукасівець з лівого боку). Трохи ближче, на території біля млина були помешкання шляхти, повністю зруйновані за Радянських часів. Збереглася тільки алея. Також збереглася дорога в ліс — від кладовища по липовій алеї прямо вверх, викладена камінням, по боках — здичавілий панський сад.
У середині ХІХ ст. домінія (маєток) Блюдники мала власну печатку з родовим гербом тогочасних власників поселення Заблоцьких: на червоному тлі срібна підкова, увінчана золотим хрестом і супроводжувана з боків стрілою та стрільним болтом, оберненими донизу; у нашоломнику — лев з мечем у лапі (шляхетський герб «Лада»).
В роки Першої світової війни в селі відбувались запеклі бої, після яких залишились численні могили на місцевому цвинтарі.
Після окупації ЗУНРу поляками в 1919 році в селі був осередок ґміни Блуднікі та постерунку поліції.
На 01.01.1939 в селі проживало 1630 мешканців, з них 1490 українців-грекокатоликів, 40 українців-римокатоликів, 60 поляків, 40 євреїв.

### Друга світова війна
З приходом Радянської влади в 1939 мешканці села зазнали репресій, реакцією на які була масова участь в національно-визвольній боротьбі.
В 1943 році деякі мешканці села допомагали партизанам-ковпаківцям, які тут проходили.

### Знищене село
Як не підніматися вверх є дорога (поворот наліво), яка веде до колишнього села Селище, яке оточене зі всіх боків лісом. Село Селище виселили 12 липня 1950 року в Херсонську область за зв'язки з ОУН-УПА. Збереглося тільки кладовище і то тому що було у лісі. Зараз на території села поставлено капличку та братську могилу. Ходили чутки, що тут буде будуватися санаторій чи пансіонат чеськими робітниками. Деякі вихідці села вже почали споруджувати будівлі. Та далі слів справа не дійшла. Так і живе частина вихідців з Селища в навколишніх селах — Блюдниках, Темерівцях, Пукасівцях, у місті Галич.

### Повоєнний час
Після закінчення війни, з поверненням Радянської влади, репресії прийняли особливий розмах. Супротив терору тривав аж до середини 1950-х років.
В радянські часи збудована нова школа, лікарня, клуб (в ньому міститься бібліотека та сільська рада), млин, цегельня, дитячий садок. Функціонували басейн та баня. Відбувається масова вирубка лісів. Городи роздавали прямо в лісі. Функціонувала ферма. Відповідно тут і містилася сільська рада, яка об'єднувала навколишні села: Курипів, Пукасівці, Темерівці, Ганнівці (правобережні). На повну потужність працювала лікарня, яка мала навіть лабораторію. З усіх навколишніх сіл діти ходили до середньої школи. Дитячий садок також був один на округу.

### В роки незалежності
На жаль, після розпаду СРСР все майно розікрали та розібрали. Це при такому собі голові, який встиг собі збудувати велику хату і купити машину (з етичних міркувань — прізвище не називаю; нехай його судять «зверху»). Слід зазначити, що колгосп мав новенький комбайн, пару тракторців та вантажних машин. Все це пропало непомітно. Цегельня була розібрана на будівництво (там тільки залишилися плити). Також розібраний колгосп. Залишились тільки стовби, немов ті арки (здалека нагадують амфітеатр). Все, що могли покрали з млина. Якби його стіни були б з цегли, то давно був би розібраний (стіни з глини). Ось результат бездіяльності та бездарності тодішньої влади. В центрі села, навпроти клубу збиралися будувати готель.
Село отримало назву лелечого за велику кількість гнізд бузьків.
Незважаючи на складний перехід на ринкову економіку, думаю в села є майбутнє. Мальовниче розташування, курортна зона що може бути краще для відпочинку. Приїжджайте літом на гриби та на річку. Лімниця ж бо була раніше найчистішою річкою у Європі.

## Соціальна сфера
- Школа[8][9]
- Амбулаторія[10]

## Населення
Згідно з переписом УРСР 1989 року чисельність наявного населення села становила 870 осіб, з яких 405 чоловіків та 465 жінок.
За переписом населення України 2001 року в селі мешкало 705 осіб.

### Мова
Розподіл населення за рідною мовою за даними перепису 2001 року:
| Мова       | Відсоток |
| ---------- | -------- |
| українська | 99,44 %  |
| російська  | 0,56 %   |

## Відомі люди
- Яськів Василь Григорович «Іскра» (*1922 — †10.1950, с. Боднарів Калуського р-ну Івано-Франківської обл.) — субреферент СБ Галицького районного проводу ОУН (?-10.1950), загинув у бою з опергрупою відділу 2-Н УМДБ; відзначений Бронзовим хрестом заслуги (12.06.1948)[14].